# Pruzjany

Pruzjanys vapen.

Pruzjany (belarusiska: Пружаны eller Pružany, ryska: Пружаны, polska: Prużany, jiddisch: פרוזשענע: Pruzhani) är en stad i Brests voblast i sydvästra Belarus. Pruzjany hade 18 459 invånare år 2016.